# Ининг ам Холц
Ининг ам Холц (њем. Inning am Holz) општина је у њемачкој савезној држави Баварска. Једно је од 26 општинских средишта округа Ердинг. Према процјени из 2010. у општини је живјело 1.410 становника. Посједује регионалну шифру (AGS) 9177122.

## Географски и демографски подаци
Ининг ам Холц се налази у савезној држави Баварска у округу Ердинг. Општина се налази на надморској висини од 505 метара. Површина општине износи 11,8 km². У самом мјесту је, према процјени из 2010. године, живјело 1.410 становника. Просјечна густина становништва износи 119 становника/km².